# 드릴도
드릴도(Delisle scale)는 프랑스의 천문학자 조제프-니콜라 드릴 (Joseph-Nicolas Delisle, 1688 – 1768)이 1732년에 발명한 온도 눈금이다. 드릴은 《Mémoires pour servir à l'histoire et aux progrès de l'Astronomie, de la Géographie et de la Physique》 (천문학, 지리 및 물리학의 역사와 진보를 위한 기억, 1738)의 저자이다. 드릴도는 측정하는 열 에너지 양과 그 눈금이 반대로 되어 있는, 매우 보기 힘든 온도 척도 중 하나로 유명하다. 드릴 온도에서는 대부분의 다른 온도 척도와 달리 높은 온도 값은 상대적으로 차갑고 낮은 온도 값이 더 따뜻함을 의미한다.
|        | 드릴도에서                  | 드릴도로                      |
| ------ | --------------------------- | ----------------------------- |
| 섭씨   | [°C] = 100 − [°De] × 2⁄3    | [°De] = (100 − [°C]) × 3⁄2    |
| 화씨   | [°F] = 212 − [°De] × 6⁄5    | [°De] = (212 − [°F]) × 5⁄6    |
| 켈빈   | [K] = 373.15 − [°De] × 2⁄3  | [°De] = (373.15 − [K]) × 3⁄2  |
| 란씨   | [°R] = 671.67 − [°De] × 6⁄5 | [°De] = (671.67 − [°R]) × 5⁄6 |
| 뉴턴도 | [°N] = 33 − [°De] × 11⁄50   | [°De] = (33 − [°N]) × 50⁄11   |
| 열씨   | [°Ré] = 80 − [°De] × 8⁄15   | [°De] = (80 − [°Ré]) × 15⁄8   |
| 뢰머도 | [°Rø] = 60 − [°De] × 7⁄20   | [°De] = (60 − [°Rø]) × 20⁄7   |

## 역사
1732년 드릴은 수은을 작동 유체로 사용하는 온도계를 만들었다. 드릴은 끓는 물의 온도를 고정된 0도로 사용하는 눈금을 선택했고 이보다 낮은 온도에서 수은의 수축을 십만분의 일 단위로 측정했다. 드릴 온도계는 일반적으로 상트페테르부르크의 겨울에 적합한 2400 또는 2700개의 눈금을 가졌다. 그는 1725년에 천문대를 설립하기 위해 표트르 대제에 의해 상트페테르부르크로 초대되었다. 1738년 요시아 바이트브레흐트(Josias Weitbrecht, 1702-47)는 드릴의 온도계를 두 개의 고정점으로 재보정하면서 0도를 물의 끓는점으로 지정하고 150도를 어는점으로 추가했다. 그 후 보정된 이 온도계를 안드레스 셀시우스를 포함하는 여러 학자에게 보냈다. 셀시우스에 의한 섭씨 눈금도 원래는 드릴 눈금과 마찬가지로 물의 끓는점인 0도에서 물이 어는점인 100도까지 내려갔다. 그런데 셀시우스 사후 스웨덴의 식물학자인 칼 린네와 린네 온도계 제조업체인 다니엘 엑스트룀의 주도에 일부 기인하여 눈금이 거꾸로 되어 현재와 같이 되었다.
드릴의 온도계는 러시아에서 거의 100년 동안 사용되었다. 사용자 중의 한 명인 미하일 로모노소프는 자신의 연구 중에 물의 어는점을 0 °D로, 끓는점을 150 °D로 눈금을 거꾸로 하여 사용했다. 

## 같이 보기
- 온도 눈금 비교

### 내용주
1. ↑  1742년 섭씨온도가 처음 만들어졌을 때도 0 °C를 물의 끓는점, 100 °C를 물의 어는점으로 정하였고, 이후 1743년 또는 1744년에 이것이 뒤집혀 우리가 현재 사용하는 섭씨온도가 되었다.

### 참조주
1. 1 2 3  Camuffo, Dario (2002). 《Improved Understanding of Past Climatic Variability from Early Daily European Instrumental Sources》. Kluwer Academic Publishers. 314쪽.
2. ↑  W. E. Knowles Middleton (1966). 《A history of the thermometer and its use in meteorology》. Johns Hopkins Press. 88쪽.
3. ↑  John Lankford, 편집. (1997). 《History of Astronomy: An Encyclopedia》. 191쪽. ISBN 9780815303220.
4. ↑  Gunnar Tibell, 편집. (2008). “Linnaeus' thermometer”. 《Uppsala Universitet》.